# Ahmed Faras
Ahmed Faras (Mohammedia, 7 dicembre 1946 – Mohammedia, 16 luglio 2025) è stato un calciatore marocchino, di ruolo attaccante.

## Carriera
È il giocatore che ha segnato più goal nella storia della nazionale marocchina, con cui prese parte ai Mondiali di Messico '70 e alle Olimpiadi del 1972. Con la sua nazionale vinse la Coppa d'Africa del 1976. Fu Calciatore africano dell'anno nel 1975; nel 1969 e nel 1973 capocannoniere del campionato marocchino (competizione che vinse una sola volta, nel 1981).
Nel 2006 la CAF selezionò Faras come uno dei 200 giocatori africani più forti nei ultimi 50 anni.

## Palmarès

### Club

#### Competizioni nazionali
- Campionato marocchino: 1

Chabab Mohammedia: 1979-1980
- Coppa del Marocco: 2

Chabab Mohammedia: 1971-1972, 1974-1975
- Supercoppa del Marocco: 1

Chabab Mohammedia: 1975

### Nazionale
- Coppa d'Africa: 1

1976

### Individuale
- Calciatore africano dell'anno: 1

1975